# Karangmulya (Padaherang)
Karangmulya is een bestuurslaag in het regentschap Ciamis van de provincie West-Java, Indonesië. Karangmulya telt 4075 inwoners (volkstelling 2010).